# Sobolewskia sibirica
Sobolewskia sibirica är en korsblommig växtart som först beskrevs av Carl Ludwig von Willdenow, och fick sitt nu gällande namn av Peter William Ball. Sobolewskia sibirica ingår i släktet Sobolewskia och familjen korsblommiga växter. Inga underarter finns listade i Catalogue of Life.